# Wavrechain-sous-Faulx
Wavrechain-sous-Faulx – miejscowość i gmina we Francji, w regionie Hauts-de-France, w departamencie Nord.
Według danych na rok 1990 gminę zamieszkiwało 375 osób, a gęstość zaludnienia wynosiła 99 osób/km² (wśród 1549 gmin regionu Nord-Pas-de-Calais Wavrechain-sous-Faulx plasuje się na 869. miejscu pod względem liczby ludności, natomiast pod względem powierzchni na miejscu 781.).